# 熊族

国际熊族旗帜及骄傲标志，同时也是LGBT符号之一。

熊是男性同性恋或双性恋族群中的一個詞彙，多指体型较大且体毛茂盛的、男性气质比较明显的同性恋或双性恋者。熊族是LGBT社区活动、规范及文化中的专有名词之一。
“熊”这个同时俚语由理查德·巴格推广而变得流行，他和他的伴侣查理斯·尼尔森在1987年创办了《熊刊》。但是就熊族术语的起源及其亚文化的定义是否由巴格完成也由争议。乔治·马泽伊（George Mazzei）在1979年为杂志《倡导》撰写了一篇名为《动物园明宠录（Who's Who in the Zoo?）》的文章，文章将定义了七种类型的同性恋，并给他们对应上某种动物的名字，而熊族也在其中。
有些熊族會為了強調高度男性化而迴避或甚至歧視表現出陰柔氣質的其他男性。熊族的概念包括個人認同以及社群連結，但界定熊族的特質在社群內仍然持續討論中。
雖然熊族主要指同性戀或雙性戀男性，但跨性別者、轉男性變性者、或希望迴避性別與性傾向標籤的人也可能會加入熊族社群。同时一些异性恋男性，如果他们肯定并支持他们同性恋家人、朋友或粉丝，且他也拥有熊族普遍喜爱的体型，那么他也有可能被非正式地认为是“荣誉熊族”。同时也有一部分女性同性恋者，她们外表呈现男性化而且也乐于参与到熊族社区文化里，她们一般被称为“厄休拉”（ursula）。

## 起源與行為

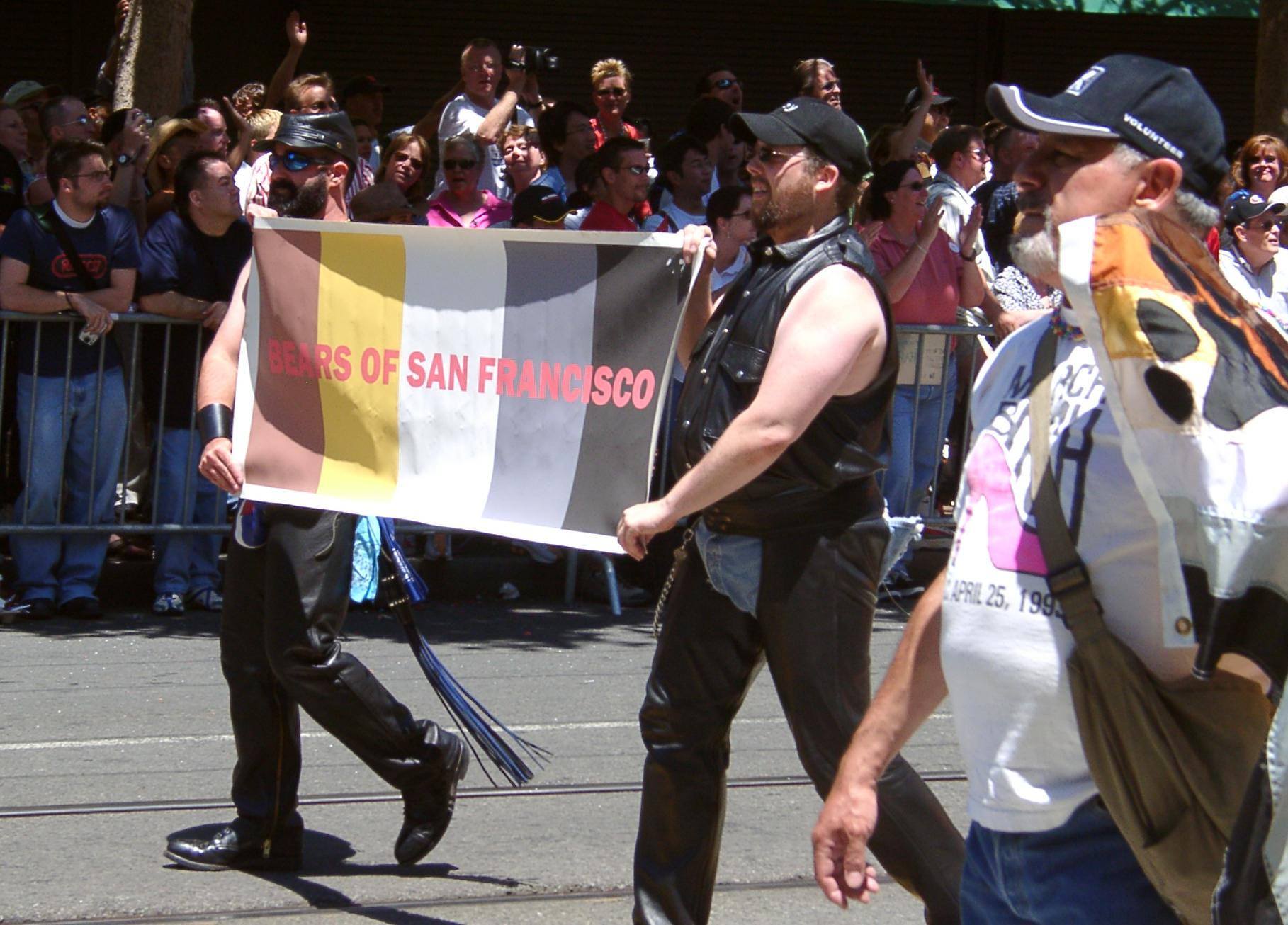
2004年舊金山同志驕傲大遊行中的熊族。

美國的熊族起源於1980年代，是皮革族的衍伸社群。有些人認為主流的男同性戀文化太著重於沒有必要的身材標準上（瘦、沒有體毛和年輕），因此便創造出了這個族群。然而同樣地，也有許多熊族社群內外的人批評熊族，說他們將一些不符合他們所謂「真男人」標準的人排除在外。
熊族有時會去擺脫自己和男同性戀社群的關係，他們擁有自己的酒吧和場合，在那裡可以和其他的熊社交。他們會有選拔比賽，很類似選美比賽，只不過通常都帶有強烈的性暗示，而贏家可以得到皮革做的肩帶和頭銜。
在世界各地都有熊族社群，比如在澳洲、南美、北美和歐洲有熊族舞廳。在那些地區通常會舉辦熊族活動，不同熊族社群之間的成員會彼此進行交流互動。

## 術語

### 华人熊族社群
- 壯熊、胖熊：「壯熊」也就是指身材壯碩有較多肌肉的胖子，抑或略有肚子。「胖熊」就是指身上肌肉並不發達而從外表看上去較胖的熊族，肚子較大而圓。在西方，「熊」通常意指年紀較為成熟、體格壯碩、帶有體毛、具陽剛氣質的男性。在部分亞洲文化裡，沒有體毛或身材肥胖者有時也被稱為「熊」。
- 小熊、大熊、中年熊：「小熊」的定義為身高較矮或年齡較小者；不過有的時候，只要滿足年齡較小的條件就也會稱之為「小熊」。「大熊」是指身材較為高大的熊族，一般與年齡關係不大。「中年熊」一般指年到中年的熊族，對於身材並沒有特指。此外，這些詞語也可自由組合，如「中年胖熊」、「中年大熊」、「肉壯小毛熊」、「中年毛熊」等，不過「中年豬」是較為少見的貶義說法。
- 毛熊：亞洲人種並不是體毛普遍比較濃密，所以對於體毛較多的熊會專門稱為「毛熊」。
- U熊：指長得好看的熊，也稱「優熊」 ，也有人認為是「優秀的熊」的意思，基本上是一種主觀評價。類似的衍生有「名熊」「米熊」（米指的是有錢）「才熊」等[6]。
- 贱熊：指对肛交的重度爱好者，对排泄物有特殊癖好的熊，对SM等特殊形式的活动也有与生俱来的喜好。
- 猴、狒狒：「猴」是從「熊」的概念衍生而出的名詞，指身材較瘦的人。「狒狒」是指身材略胖但卻沒有達到胖子程度的人。值得注意的是，「猴」和「狒狒」的概念是相對「熊」這個名詞而成立的。例如兩個人在一起，可以說是「熊猴」——也就是一個胖子和一個瘦子；或者「熊狒」；當然也可以是「熊熊」。但是如果兩個都是瘦的，不會特別去說他們是「猴猴」。
- 豬：貶義詞，用來指稱身材過於肥胖或主觀上外貌不好看的男性。
- 母熊：貶義詞，指稱具有「熊」的粗獷外貌，行為舉止卻顯陰柔的男性，例如說話時的手勢擺出蓮花指、或笑起來喜歡遮嘴。
- 合成獸：指身材與頭部樣貌，兩者搭配起來顯得突兀、不勻稱的人。例如斯文瘦弱的臉龐，卻有著肥胖多毛的身體；或是滿臉粗獷、蓄鬍，卻有著瘦小扁平的身形。
- 熊圈、熊猴圈：前者一般是指雙方的性取向對於身材的要求都是「熊」——這些人形成一個圈子；後者是指「熊」和「猴」的組合——這些人形成的圈子（當然也有「熊猴通吃」的類型）。從絕對數量上而言，「熊」喜歡「猴」的人數並不在少數。
- 熊吧：以熊族為主要客層的酒吧。
- 熊片：即以熊族為主題的成人色情片。[7]

### 欧美熊族社群
- 幼兽：与“小熊”近义，通常指那些年轻或看上去年轻的熊族，他们通常但不全是较小体型。[8]
- 爸爸：特指那些寻求与小熊（或更年轻男性）建立关系的成熟熊族。这和“干爹”有明显区别，因为这类关系不见得和金钱有绝对关系，小熊选择“爸爸”更多可能是恋老或恋中年人。
- 小熊：与华语熊族社群里的“小熊”近似。幼兽一般指相貌年轻，但小熊一般指体型娇小。
- 水獭：一般指体型苗条或毛发稀疏的熊族。这个称呼不区分年纪，有点类似华人熊族文化圈里的“白熊”称呼，但是“白熊”一般只指毛发稀少且皮肤白皙，不一定体型苗条。
- 猎熊人（Chaser）：他们喜爱熊族或鲢族（也可能只偏爱其中一种），但他们并非熊族成员。这个俚语类似华人熊族社群里的“猴子”或“狒狒”。
- 胖熊：体重超重或过度肥胖的熊族。他们属于熊族文化中的亚文化，但他们不一定认同自己的熊族身份或被其他熊族认同。有点类似华人熊族文化中的“猪”，但词性更趋中性化。
- 泰迪熊（Teddy）：特指那些毛发浓密的熊族，近似华人熊族社群里的“毛熊”。
- 肌肉熊（Musclebear）：类似华人熊族社区里的“壮熊”，特指那些因为肌肉而体型壮硕的熊族。
- 厄休拉（Ursula）：女同性恋中的熊族。[5]
- 戈笛洛克斯（Goldilocks）：特指对熊族友好的异性恋女性。
- 黑熊：拥有非裔血统的熊族。
- 熊猫：拥有亚裔血统的熊族。
- 考拉熊（Koala Bear）：拥有澳洲血统的熊族。
- 北极熊（Polar Bear）：年纪较大且胡须和体毛多为灰色、白色的熊族。
- 灰熊：在伴侣关系中处于主导地位，同时在体重、身高、毛发等方面具有优势的熊族。
- 野狼：体型较为苗条的熊族，同时他们在性关系中往往表现出自负和侵略性。

## 書目
- Les K. Wright, (1997). The Bear Book: Readings in the History and Evolution of a Gay Male Subculture (1997) from Haworth Press. ISBN 978-1-56023-890-4
- Wright, Les K., , Routledge, 2001, ISBN 978-0-7890-0636-3
- Ray Kampf, (2000). The Bear Handbook: A Comprehensive Guide for Those Who Are Husky, Hairy and Homosexual, and Those Who Love 'Em from Haworth Press. ISBN 978-1-56023-996-3
- Ron Suresha, (2002). Bears on Bears: Interviews and Discussions from Alyson Publications. ISBN 978-1-55583-578-1